# AN/FPN-36

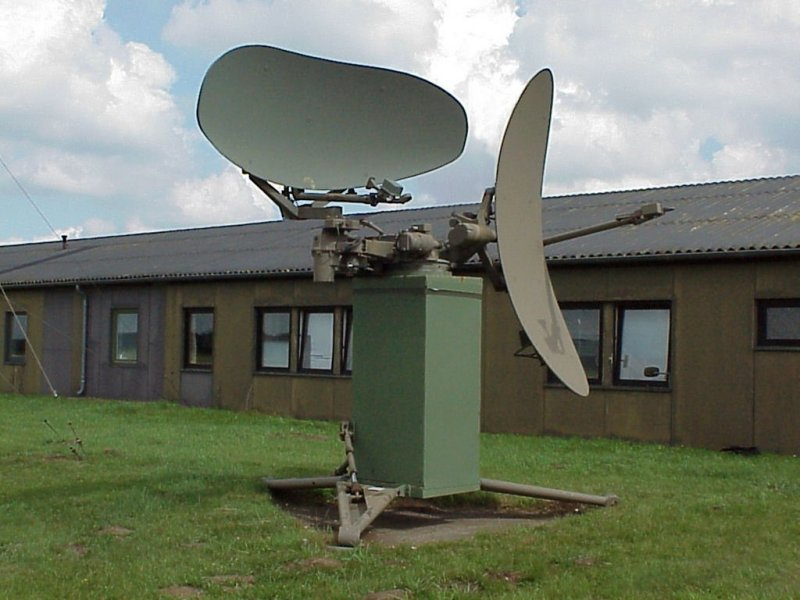
Antennen des AN/FPN-36 beim MFG 2 in Eggebek

Das AN/FPN-36 (JETDS-Bezeichnung) ist ein älteres Präzisionsanflugradar des Herstellers ITT Gilfillan. Es wurde neben der Start- und Landebahn von Flugplätzen installiert und hat den Gleitweg in der Anflugrichtung durch zwei Parabolantennen mit einem waagerechten und einem senkrechten Fächer-Diagramm abgetastet. Beide Parabolantennen wurden mechanisch synchron geschwenkt: der waagerechte Parabolreflektor bewegte sich in Rechts-Links-Richtung, der senkrechte Parabolspiegel nickte dazu im gleichen Takt.
Bei schlechter Sicht konnte der Fluglotse mit diesem Radargerät ein landendes Flugzeug beobachten. Wenn dieses vom idealen Gleitweg abwich, wurde dies dem Piloten per Funk mitgeteilt, so dass er seine Anflugrichtung und seine Sinkgeschwindigkeit korrigieren konnte.
Dieses Flugsicherungsradar wurde später durch das Präzisionsanflugradar PAR-80 ersetzt.
Auf dem Flugplatz des Marinefliegergeschwaders 2 in Eggebek sind noch die Antennen des AN/FPN-36 als Traditionsexponat ausgestellt. Im Ju-52-Museum in Wunstorf, im Militärhistorischen Museum Flugplatz Berlin-Gatow und im Muna Museum Marktbergel wird je ein Exemplar dieses Radargerätes ausgestellt.
| Technische Daten AN/FPN-36 | Technische Daten AN/FPN-36 |
| -------------------------- | -------------------------- |
| Frequenzbereich            | 9000–9160 MHz              |
| Pulswiederholzeit          | …                          |
| Pulswiederholfrequenz      | 1500 Hz                    |
| Sendezeit (PW)             | 0,18 … 0,6 µs              |
| Empfangszeit               | …                          |
| Totzeit                    | …                          |
| Pulsleistung               | 150 kW                     |
| Durchschnittsleistung      | …                          |
| angezeigte Entfernung      | 74 km                      |
| Entfernungsauflösung       | …                          |
| Öffnungswinkel             | …                          |
| Trefferzahl                | …                          |
| Antennenumlaufzeit         | …                          |